# Starostyna
Starostyna (ukr. Старостина) – szczyt w paśmie Bieszczadów Wschodnich na Ukrainie, 13 km na północ od góry Pikuj i 9 km na południe od granicy z Polską.

## Topografia
Szczyt znajduje się w połowie pasma biegnącego od przełęczy Użockiej do Pikuja. Na północy bezpośrednio od Drohobyckiego Kamienia (1186 m n.p.m.) oddziela go przełęcz o wysokości ok. 1090 metrów, na południu pasmo przez przełęcz Chresty prowadzi na Rozsypaniec (1131 m n.p.m.), na zachodzie od szczytu odchodzi grzbiet ku przełęczy o wysokości 895 m n.p.m., dalej grzbiet biegnie przez Ostrą Horę na Połoninę Równą. U wschodnich stoków leży Libuchora.

## Przyroda
Szczyt okala połonina ciągnąca się od Drohobyckiego Kamienia aż na Pikuj, od wschodu i zachodu porośnięty jest lasami bukowymi i świerkowymi. Na wschodnich stokach szczytu znajduje się założony w 1984 roku Rezerwat Libuchorski o powierzchni 2075 ha.

## Historia
Do 1772 roku przebiegała w tym miejscu granica polsko-węgierska. W 1914 / 1915 roku po stronie wschodniej szczytu miała miejsce bitwa między wojskami austriackimi a rosyjskimi. W dwudziestuleciu międzywojennym biegła tędy południowa granica Polski.

## Turystyka
Na Starostynę można dostać się z  niebieskiego szlaku biegnącego niedaleko na północy lub ścieżką z południa. Przez szczyt przebiega też Zakarpacki Szlak Turystyczny.